# Méthode d'alto (Corrette)
Il Méthode pour apprendre à jouer de la contre-basse à 3, à 4 et à 5 cordes, de la quinte ou alto è un trattato didattico pubblicato da Michel Corrette nel 1782. È il primo metodo per viola noto ed era probabilmente in circolazione già vent'anni prima della pubblicazione. Tratta la tecnica della viola (chiamata anche quinte), del contrabbasso e della viole d'Orphée, una variante di viola da gamba ideata probabilmente dallo stesso Corrette.

## Contenuti
Solo il basso e la viola sono raffigurati nel frontespizio: il primo ha fori di risonanza a C, la corda più grave fasciata in metallo e i piroli azionati tramite una clef de fer. La viola ha invece i fori a ƒƒ e una tastiera corta, come in uso all'epoca. Il trattato espone dapprima la tecnica per suonare il basso, quindi la viola e per ultima la viole d'Orphée. In merito alla viola, Corrette riferisce che la parte è sempre scritta in chiave di contralto, riportando esempi di diteggiatura diatonica e cromatica (usando nelle scale cromatiche il primo dito per i primi tre semitoni su ogni corda) e riferendo che sulla viola la tecnica d'arco era analoga a quella da violino, rimandando per essa al suo metodo per tale strumento. Corrette raccomandava la presa d'arco alla francese, con il pollice sotto i crini e non sulla bacchetta, con l'impugnatura non all'estremità della bacchetta ma più alta. L'autore fornisce anche una serie di esercizi progressivi, seguiti da alcune musiche di livello tecnico analogo a quello delle composizioni dell'epoca, ovvero un duetto per due viole formato da una marcia e due minuetti (intitolato Marcia degli Ostrogoti, Visigoti e Allobrogi) una sonata per due viole e una sonata per viola e basso.
Corrette osserva che quasi nessuno dei compositori italiani ometteva la viola nella strumentazione e rimanda allo studio dei concerti dei principali autori, tra i quali annovera Corelli, Vivaldi, Geminiani e Locatelli. L'autore riferisce che la viola era usata da alcuni esecutori come sostituto del violoncello nell'accompagnamento delle sonate per violino, ma sostiene anche di ritenere insufficiente la sola viola per tale ruolo e raccomanda di aggiungere anche violoncello e clavicembalo all'accompagnamento, raccomandando di usare solo questi ultimi nelle sonate di alcuni autori, come Leclair.